# 石田彰・岸祐二の五番街で逢いましょう
石田彰・岸祐二の五番街で逢いましょう（いしだあきらきしゆうじのごばんがいであいましょう）は、声優の石田彰と岸祐二がパーソナリティを務めるラジオ番組。アシスタントは杉崎菜穂子。
2004年4月からは、番組名を「五番街で逢いましょう Dreamfollow」にリニューアルし、パーソナリティに氷上恭子が加わった。
ラジオ関西（558kHz）で毎週金曜日24:30 - 25:00に放送。
架空の街の五番街にある通称ファイブビルの八階から放送されている、という設定で、リスナーはゲストや番組中に葉書やメールが紹介されると「五番街」の住人になれる。
（放送は終了している）